# Condado de Gilmer (Virginia Occidental)
El condado de Gilmer (en inglés: Gilmer County), fundado en 1845, es uno de los 55 condados del estado estadounidense de Virginia Occidental. En el año 2000 tenía una población de 7.160 habitantes con una densidad poblacional de 8 personas por km². La sede del condado es Glenville.

## Geografía
Según la Oficina del Censo, el condado tiene un área total de 881 km² (340,2 mi²), de la cual 881 km² (340,2 mi²) es tierra y 0 km² (0 mi²) (0.01%) es agua.

### Condados adyacentes
- Condado de Doddridge - norte
- Condado de Lewis - este
- Condado de Braxton - sur
- Condado de Calhoun - oeste
- Condado de Ritchie - noroeste

### Carreteras
- U.S. Highway 33/U.S. Highway 119
- Ruta de Virginia Occidental 5
- Ruta de Virginia Occidental 18
- Ruta de Virginia Occidental 47
- Ruta de Virginia Occidental 74

## Demografía
En el 2000 la renta per cápita promedia del condado era de $22,857, y el ingreso promedio para una familia era de $28,685. En 2000 los hombres tenían un ingreso per cápita de $25,497 versus $15,353 para las mujeres. El ingreso per cápita para el condado era de $12,498. Alrededor del 25.90% de la población estaba bajo el umbral de pobreza nacional.

## Comunidades

### Pueblo
- Glenville
- Sand Fork

### Otras comunidades
- Baldwin
- Cedarville
- Coxs Mills
- Gilmer
- Lettergap
- Linn
- Normantown
- Rosedale
- Shock
- Stouts Mills
- Stumptown
- Tanner
- Troy